# امیل آئودرو
امیلیو امیل آئودرو مولیادی (ایتالیایی: Emilio "Emil" Audero Mulyadi؛ زادهٔ ۳۱ مهٔ ۱۹۹۶) بازیکن فوتبال اهل ایتالیا است که برای باشگاه فوتبال کومو در پست دروازه‌بان بازی می‌کند.

## افتخارات

### باشگاهی
یوونتوس
- سری آ(۱): ۱۷–۲۰۱۶
- جام حذفی فوتبال ایتالیا(۱): ۱۷–۲۰۱۶

اینترمیلان
- سری آ(۱): ۲۴–۲۰۲۳
- سوپر جام فوتبال ایتالیا(۱): ۲۰۲۳